# فركت (كامبريدجشير)
فركت (بالإنجليزية: Farcet)‏ هي قرية و أبرشية مدنية تقع في المملكة المتحدة في إنجلترا. يقدر عدد سكانها بـ 1,800 نسمة .